# Штарк, Вольфганг
Вольфганг Штарк (нем. Wolfgang Stark; род. 20 ноября 1969, Ландсхут, Бавария) — немецкий футбольный арбитр. В свободное от судейства время работает банковским служащим. Владеет немецким и английским языками. Арбитр ФИФА, судит международные матчи с 1999 года. Завершил карьеру в 2017 году. В июне 2020 года вошел в состав экспертно-судейской комиссии (ЭСК) Российского Футбольного Союза.

## Биография
Один из арбитров розыгрыша финальной стадии чемпионата мира 2010 в ЮАР. За игру показывал в среднем 3,81 жёлтой и 0,21 красной карточек (данные на июль 2010 года). Самым скандальным матчем в карьере Штарка был полуфинальный поединок чемпионата мира среди молодёжных команд 2007 года между сборными Чили и Аргентины, завершившийся со счетом 0:3. Арбитр зафиксировал 53 фола, показал девять желтых карточек и удалил двух чилийцев. После игры футболисты Чили устроили массовую драку с полицией, а самому Штарку пришлось спасаться со стадиона бегством.

## Матчи на чемпионате мира 2010 года
| Дата       | время (UTC+2) | Команда 1 | Итог | Команда 2        | Стадия     | Посещаемость |
| ---------- | ------------- | --------- | ---- | ---------------- | ---------- | ------------ |
| 2010-06-12 | 16:00         | Аргентина | 1:0  | Нигерия          | Группа B   | 55 686       |
| 2010-06-23 | 16:00         | Словения  | 0:1  | Англия           | Группа C   | 36 893       |
| 2010-06-26 | 16:00         | Уругвай   | 2:1  | Республика Корея | 1/8 финала | 30 597       |